# Zellige

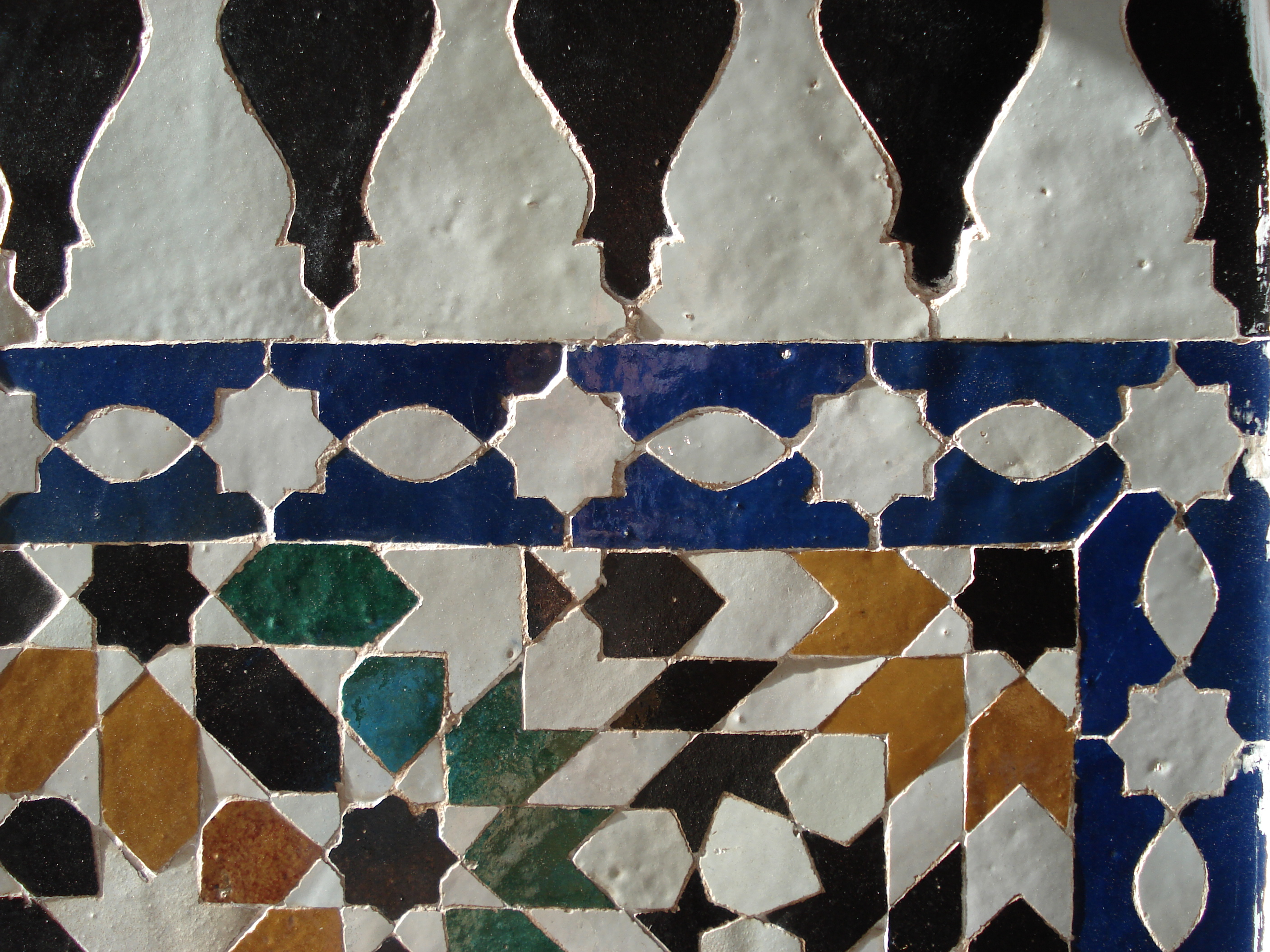
Detalle de un panel de «zellige» Marrakesh.

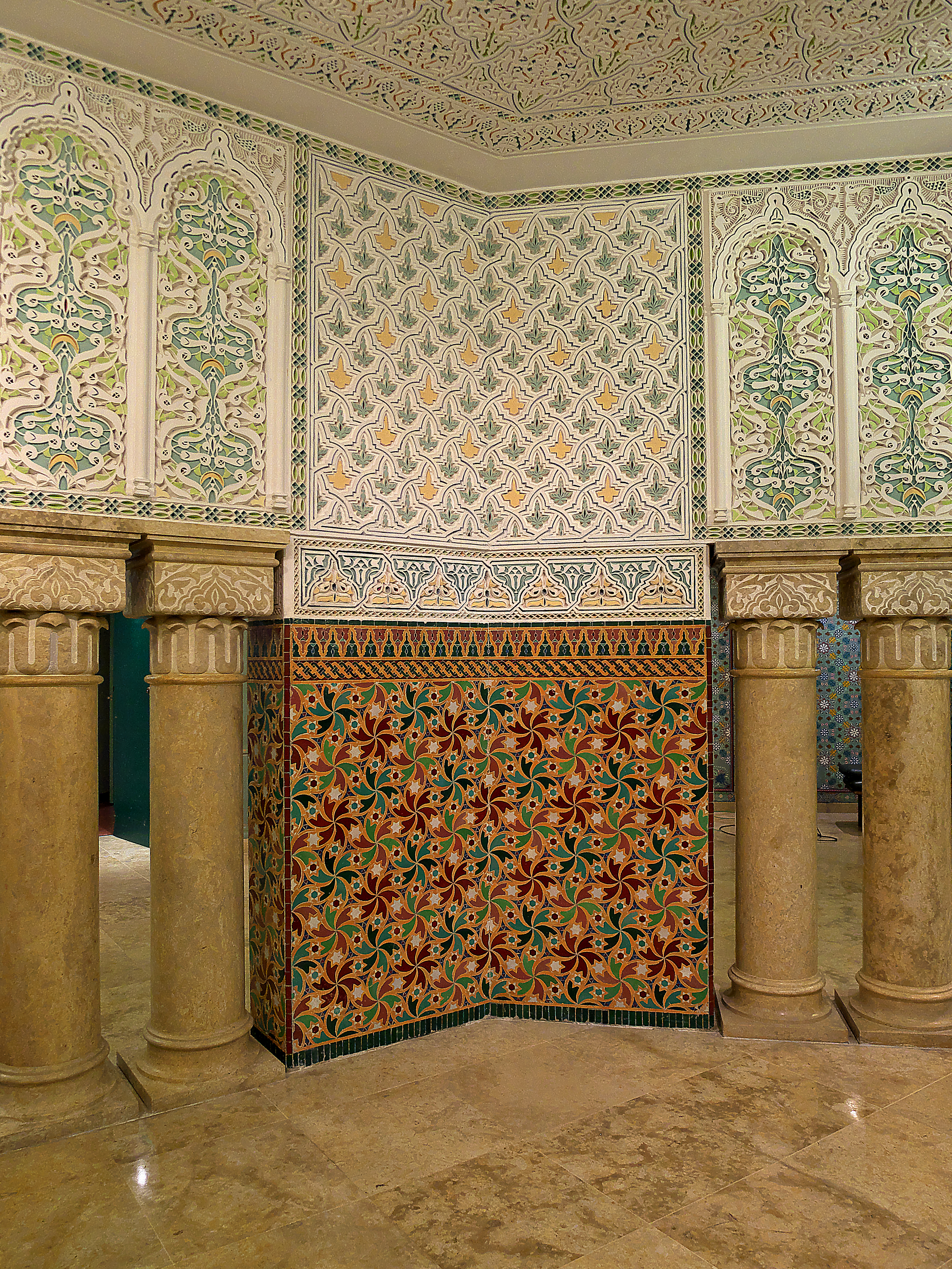
Pabellón de Marruecos. Sevilla 1992

El «zellige» (en árabe: زليج, pequeña piedra pulida, a veces transcrito como zilij o zellij) es un tipo de mosaico ornamental de origen almorávide a base de trozos de azulejos de colores, llamados teselas. En su definición morfológica: ladrillo de terracota dispuesto en pequeñas placas geométricas esmaltadas. Su aspecto puede recordar al «trencadís» catalán.
Es muy característico en la arquitectura marroquí y en general en todo el norte de África, y se utiliza también como composición decorativa en estanques, fuentes o mesas de mosaico.

## Historia

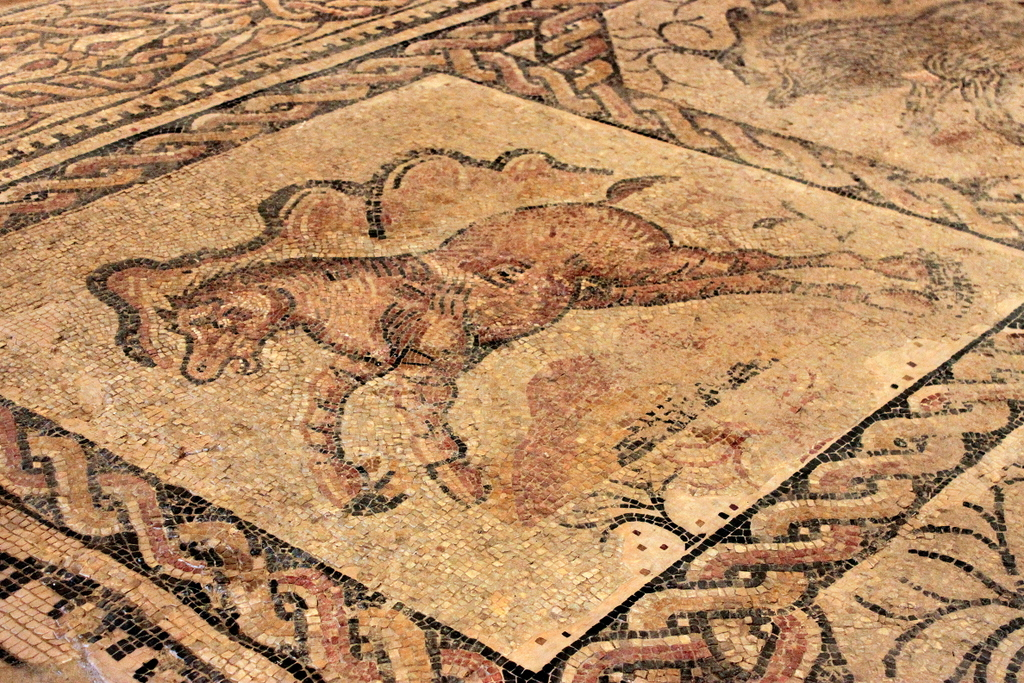
Ejemplo de mosaicos romanos, que dieron lugar probablemente a los zelliges.

Probablemente inspirado por los mosaicos romanos y luego bizantinos, los zelliges aparecen en Marruecos alrededor del siglo X, al principio únicamente en tonos blancos y marrones. Luego se desarrolló a partir del siglo XIV bajo la dinastía de los benimerines con el uso del azul, del verde y del amarillo. Los benimerines lo utilizaron ampliamente, como se puede apreciar en Mequinez. El rojo empezó a ser utilizado a partir del siglo XVII.
En Marruecos continúan siendo empleados los esmaltes hechos a partir de tintes naturales, en particular en Fez. Sus técnicas de fabricación han variado muy poco desde la época de los benimerines. Como elemento arquitectural, el zellige ha sabido adaptarse a los estilos de la decoración contemporánea sin perder su modo de fabricación artesanal.

## Utilización
Los zelliges son usados para cubrir los muros, y a veces también los suelos. Los azulejos empleados para los suelos tienen un grosor de dos centímetros aproximadamente. A veces se usan azulejos cuadrados de 10 cm de lado con las esquinas cortadas para combinarlas con piezas más pequeñas de colores. Para decorar los suelos también se utilizan los bejmat, unas baldosas rectangulares de unos 12 por 14 cm, generalmente intercaladas en forma de V.

## Colores
Hoy en día, la paleta cromática de los zelliges es muy rica, lo cual permite un gran número de combinaciones:
- El color blanco de base del esmalte se obtiene cubriendo las piezas de barro cocido primero con calcina (khfîf) y con arena silícea en una solución acuosa. La calcina[5] es una mezcla de estaño (15 partes) y de plomo (100 partes), calcinada al horno para obtenir óxidos, y luego molida en un molino por los ceramistas.
- Para un blanco más puro se aumenta la proporción de estaño.
- El azul es obtenido a partir del polvo de esmalte azul (brâya, ’elja) importado de otros países. Se trata de un color artificial fabricado fundiendo arseniuro de cobalto natural, quemado previamente para dar óxido de cobalto, con cuarzo y potasio. Hoy en día, el esmalte es importado para obtener un color más vivo que el del cobalto del sur de Marruecos.
- El marrón es obtenido mediante minerales locales como el oligisto o el manganeso (moghnâsîya kahla). Según la presencia o no de manganeso, puede presentar tonalidades violáceas o acercarse al color negro.
- El amarillo proviene de minerales ferrosos locales que aparecen en mezclas como la limonita o en la estibina (sulfuro de antimonio natural).
- El verde es el resultado de añadir al esmalte blanco óxido de cobre (preparado por los ceramistas a partir de restos de cubre rojo comprados a los latoneros) o de calcosina (sulfuro de cobre natural)
- El rojo y el naranja son nuevos colores realizados a partir de pigmentos sintéticos importados que empezaron a utilizarse en el Magreb en el siglo XVII.

## Ejemplos de aplicación

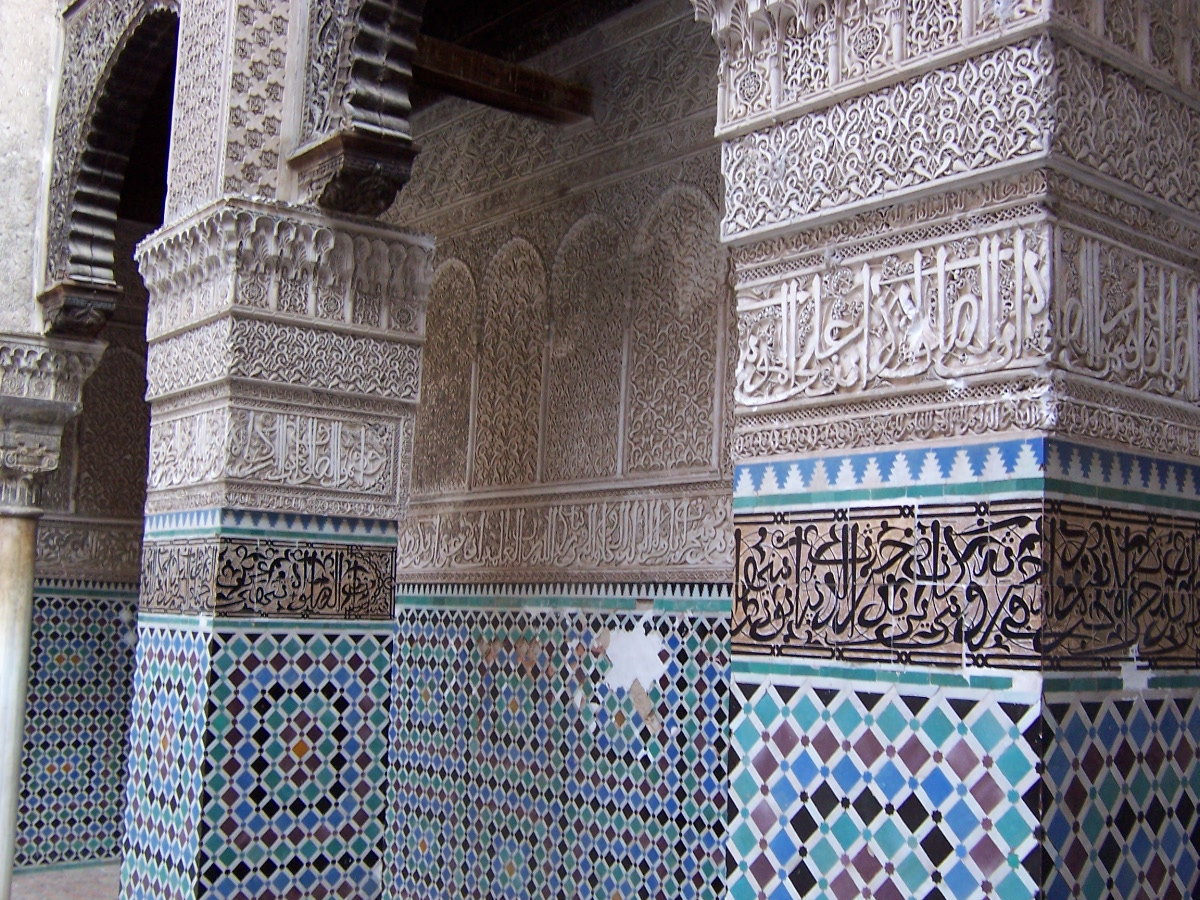
Medrasa de Fez
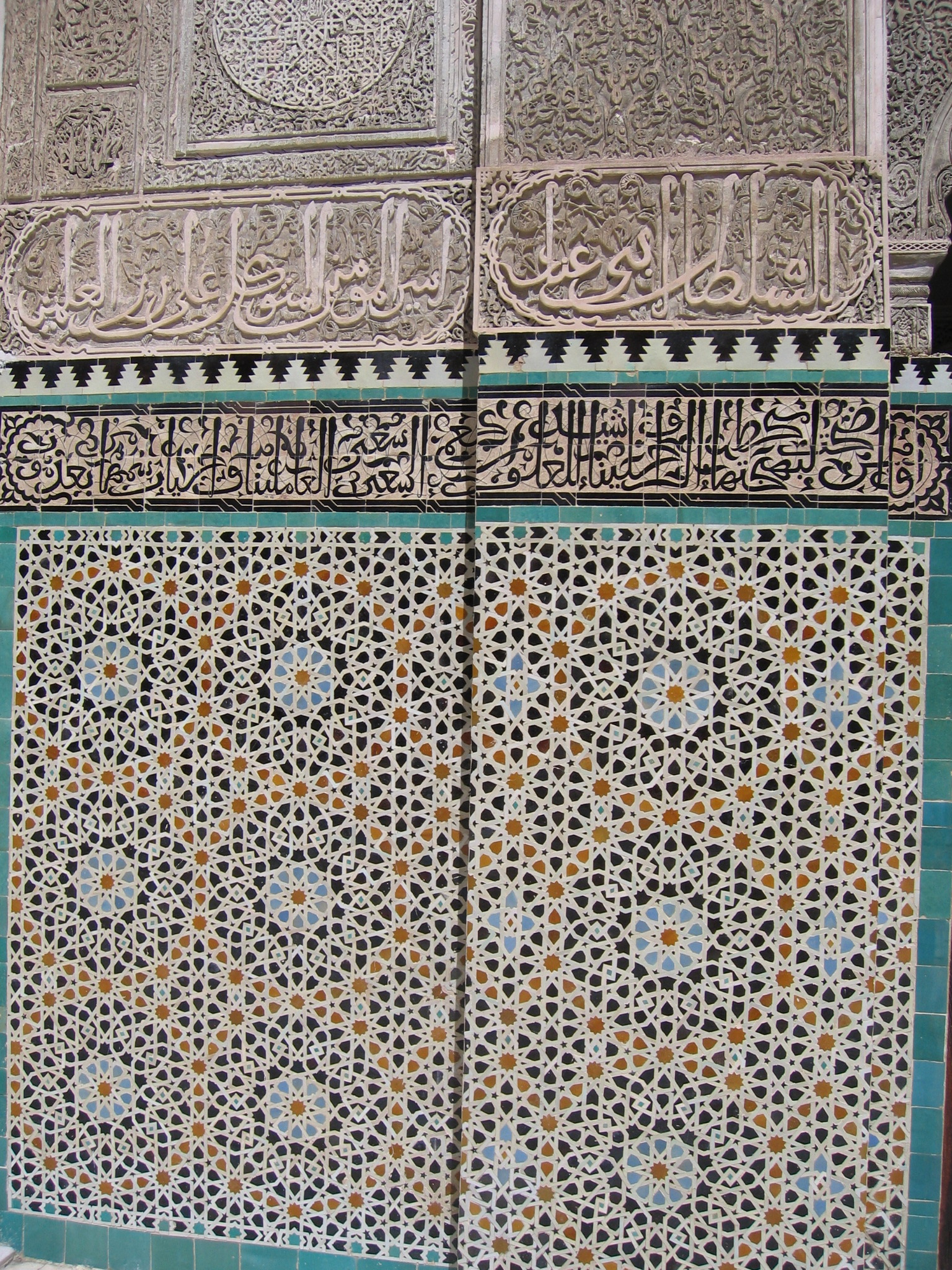
Medrasa Bou Inania de Fez
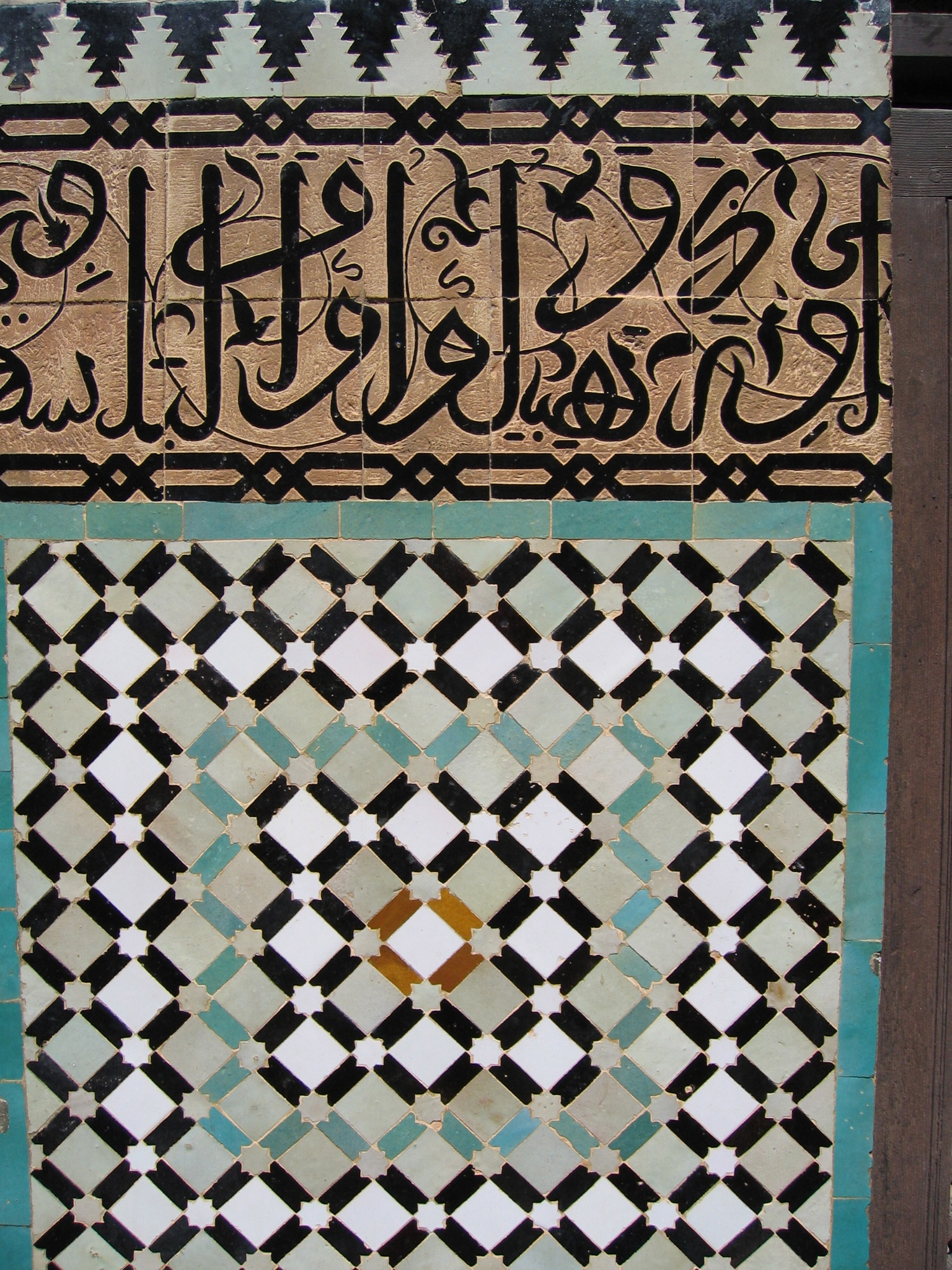
Medrasa Bou Inania de Meknes
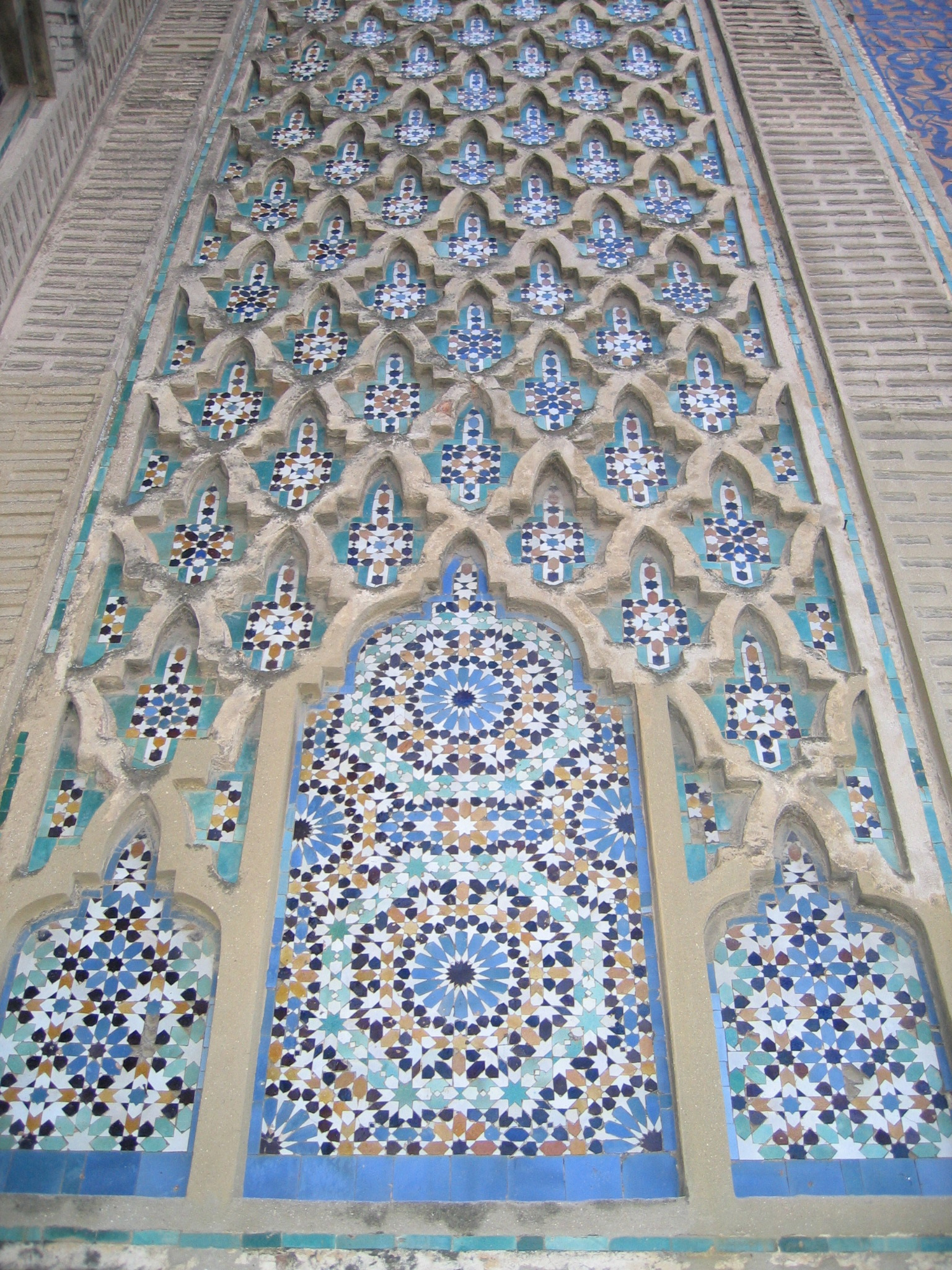
Bab Mansour, Meknes
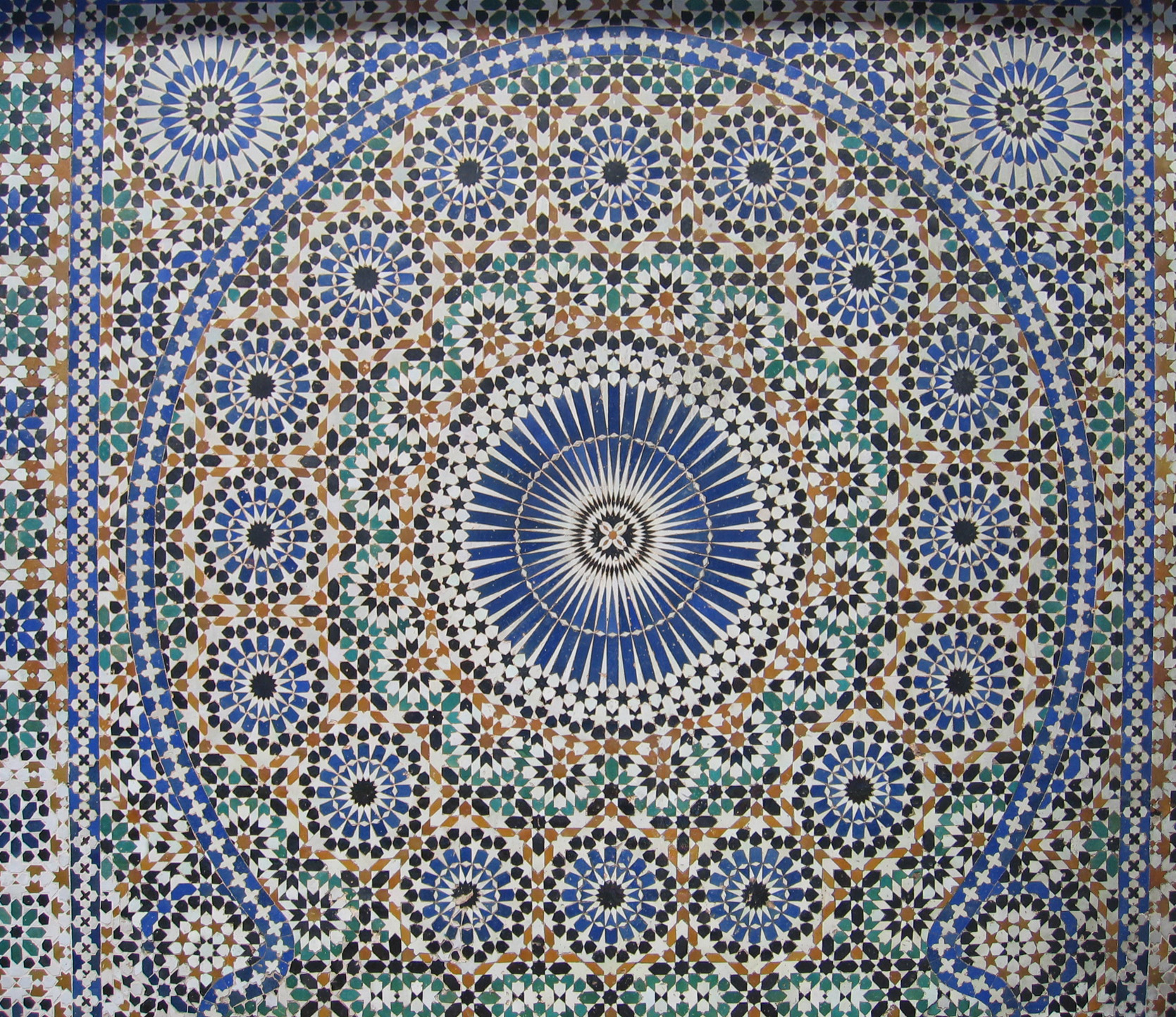
Plaza El-Hedine, Meknes
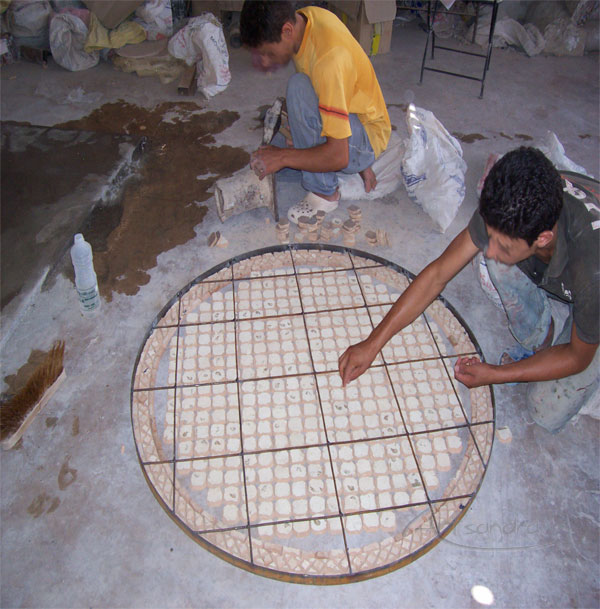
Artesanos fabricando una mesa con zellige